# Надежда Руменин
Надежда (Надя) Крумова Ру̀менин е българска балерина, примабалерина на Русенската опера.

## Биография
Родена е на 19 август 1941 г. в Кюстендил. Започва да учи балет при Живко Бисеров, а през 1960 г. завършва Държавното хореографско училище при Нина Кираджиева. След това специализира в Ленинград и завършва Френска филология в Софийския университет. Работи като примабалерина на Русенската опера от 1960 до края на 1980-те години.

## Роли
Надежда Руменин изиграва множество роли в операта, като по-известни са:
- Маша – „Лешникотрошачката“ от Пьотър Чайковски
- Одета-Одилия – „Лебедово езеро“ от Пьотър Чайковски
- Демна – „Нестинарка“ от Марин Големинов
- Румяна – „Хайдушка песен“ от Александър Райчев